# Rammsjön (Drängsereds socken, Halland)
Rammsjön är en sjö i Hylte kommun i Halland och ingår i Suseåns huvudavrinningsområde. Sjön har en area på 0,396 kvadratkilometer och ligger 112,8 meter över havet. Sjön avvattnas av vattendraget Suseån (Suseån (norra)). Vid provfiske har abborre, gädda och mört fångats i sjön.

## Delavrinningsområde
Rammsjön ingår i det delavrinningsområde (632540-132364) som SMHI kallar för Ovan Kilaån. Medelhöjden är 141 meter över havet och ytan är 15 kvadratkilometer. Det finns inga avrinningsområden uppströms utan avrinningsområdet är högsta punkten. Suseån (Suseån (norra)) som avvattnar avrinningsområdet har biflödesordning 2, vilket innebär att vattnet flödar genom totalt 2 vattendrag innan det når havet efter 49 kilometer. Avrinningsområdet består mestadels av skog (75 %). Avrinningsområdet har 0,92 kvadratkilometer vattenytor vilket ger det en sjöprocent på 2,2 %.